# Kerri Sanborn
Kerri Sanborn (ur. 29 lipca 1946) – amerykańska brydżystka, World Grand Master (WBF).
Kerri Sanborn do roku 2005 występowała jako Kerri Shuman.

## Wyniki brydżowe

### Olimpiady
Na olimpiadach uzyskała następujące rezultaty:
| Olimpiady brydżowe. Zawody teamów | Olimpiady brydżowe. Zawody teamów | Olimpiady brydżowe. Zawody teamów    | Olimpiady brydżowe. Zawody teamów | Olimpiady brydżowe. Zawody teamów | Olimpiady brydżowe. Zawody teamów |
| Rok                               | Miejsce                           | Zawody                               | Kategoria                         | Drużyna                           | Pozycja                           |
| --------------------------------- | --------------------------------- | ------------------------------------ | --------------------------------- | --------------------------------- | --------------------------------- |
| 2002                              | Salt Lake City                    | 4. Mistrzostwa o Wielką Nagrodę MKOL | Women                             | USA                               | 2                                 |
| 1988                              | Wenecja                           | 8. Olimpiada Teamów                  | Kobiety                           | USA                               | 5                                 |

### Zawody światowe
W światowych zawodach zdobyła następujące lokaty:
| Mistrzostwa Świata. Konkurencja teamów | Mistrzostwa Świata. Konkurencja teamów | Mistrzostwa Świata. Konkurencja teamów  | Mistrzostwa Świata. Konkurencja teamów | Mistrzostwa Świata. Konkurencja teamów | Mistrzostwa Świata. Konkurencja teamów |
| Rok                                    | Miejsce                                | Zawody                                  | Kategoria                              | Drużyna                                | Pozycja                                |
| -------------------------------------- | -------------------------------------- | --------------------------------------- | -------------------------------------- | -------------------------------------- | -------------------------------------- |
| 2014                                   | Sanya                                  | 14. Seria Mistrzostw Świata             | Kobiety                                | Moss                                   | 3                                      |
| 2013                                   | Nusa Dua                               | 41. Mistrzostwa Świata Teamów           | Trans                                  | USA1Ladies                             | 35                                     |
| 2013                                   | Nusa Dua                               | 41. Mistrzostwa Świata Teamów           | Kobiety                                | USA 1                                  | 5                                      |
| 2011                                   | Pekin                                  | SportAccord World Mind Games            | Kobiety                                | USA                                    | 1                                      |
| 2010                                   | Filadelfia                             | 13. Seria Mistrzostw Świata             | Miksty                                 | Ekeblad                                | 41                                     |
| 2010                                   | Filadelfia                             | 13. Seria Mistrzostw Świata             | Kobiety                                | Full Spectrum Auctions                 | 5                                      |
| 2009                                   | São Paulo                              | 39. Mistrzostwa Świata Teamów           | Kobiety                                | USA 1                                  | 2                                      |
| 2007                                   | Szanghaj                               | 38. Mistrzostwa Świata Teamów           | Kobiety                                | USA 2                                  | 5                                      |
| 2006                                   | Werona                                 | 12. Mistrzostwa Świata                  | Kobiety                                | Baker                                  | 9                                      |
| 2002                                   | Montreal                               | 11. Mistrzostwa Świata                  | Kobiety                                | Sonborn                                | 1                                      |
| 2001                                   | Paryż                                  | 35. Mistrzostwa Świata Teamów           | Trans                                  | Baker                                  | 30                                     |
| 2001                                   | Paryż                                  | 35. Mistrzostwa Świata Teamów           | Kobiety                                | USA 1                                  | 5                                      |
| 2000                                   | Maastricht                             | 11. Olimpiada Brydżowa                  | Miksty                                 | Meltzer                                | 8                                      |
| 1997                                   | Hammamet                               | 33. Mistrzostwa Świata Teamów           | Kobiety                                | USA 2                                  | 3                                      |
| 1996                                   | Rodos                                  | 1. Mistrzostwa Świata Teamów Mikstowych | Miksty                                 | Rosenkranz                             | 8                                      |
| 1995                                   | Pekin                                  | 32. Mistrzostwa Świata Teamów           | Kobiety                                | USA 1                                  | 2                                      |
| 1993                                   | Santiago                               | 31. Mistrzostwa Świata Teamów           | Kobiety                                | USA 2                                  | 1                                      |
| 1990                                   | Genewa                                 | 8. Mistrzostwa Świata                   | Open                                   | Jones                                  | 5                                      |
| 1989                                   | Perth                                  | 29. Mistrzostwa Świata Teamów           | Kobiety                                | USA                                    | 1                                      |

| Mistrzostwa Świata. Konkurencja par | Mistrzostwa Świata. Konkurencja par | Mistrzostwa Świata. Konkurencja par | Mistrzostwa Świata. Konkurencja par | Mistrzostwa Świata. Konkurencja par | Mistrzostwa Świata. Konkurencja par |
| Rok                                 | Miejsce                             | Zawody                              | Kategoria                           | Partner                             | Pozycja                             |
| ----------------------------------- | ----------------------------------- | ----------------------------------- | ----------------------------------- | ----------------------------------- | ----------------------------------- |
| 2014                                | Sanya                               | 14. Seria Mistrzostw Świata         | Miksty                              | Zhao Jie                            | 1                                   |
| 2011                                | Pekin                               | SportAccord World Mind Games        | Kobiety                             | Irina Lewitina                      | 6                                   |
| 2010                                | Filadelfia                          | 13. Mistrzostwa Świata              | Miksty                              | Steve Sanborn                       | 19                                  |
| 2006                                | Werona                              | 12. Mistrzostwa Świata              | Miksty                              | Larry Cohen                         | 7                                   |
| 2006                                | Werona                              | 12. Mistrzostwa Świata              | Kobiety                             | Irina Lewitina                      | 1                                   |
| 2002                                | Montreal                            | 11. Mistrzostwa Świata              | Kobiety                             | Irina Lewitina                      | 3                                   |
| 2002                                | Montreal                            | 11. Mistrzostwa Świata              | Miksty                              | Seymon Deutsch                      | 105                                 |
| 1998                                | Lille                               | 10. Mistrzostwa Świata              | Miksty                              | Steve Sanborn                       | 126                                 |
| 1990                                | Genewa                              | 8. Mistrzostwa Świata               | Kobiety                             | Karen McCallum                      | 1                                   |
| 1990                                | Genewa                              | 8. Mistrzostwa Świata               | Miksty                              | Robert Levin                        | 6                                   |
| 1986                                | Miami Beach                         | 7. Mistrzostwa Świata               | Kobiety                             | Rama Linz                           | 8                                   |
| 1986                                | Miami Beach                         | 7. Mistrzostwa Świata               | Miksty                              | Bob Hamman                          | 2                                   |
| 1978                                | Nowy Orlean                         | 5. Mistrzostwa Świata               | Miksty                              | Barry Crane                         | 1                                   |

| Mistrzostwa Świata. Konkurencja indywidualna | Mistrzostwa Świata. Konkurencja indywidualna | Mistrzostwa Świata. Konkurencja indywidualna | Mistrzostwa Świata. Konkurencja indywidualna | Mistrzostwa Świata. Konkurencja indywidualna | Mistrzostwa Świata. Konkurencja indywidualna |
| Rok                                          | Miejsce                                      | Zawody                                       | Kategoria                                    | Pozycja                                      |                                              |
| -------------------------------------------- | -------------------------------------------- | -------------------------------------------- | -------------------------------------------- | -------------------------------------------- | -------------------------------------------- |
| 2011                                         | Pekin                                        | SportAccord World Mind Games                 | Kobiety                                      | 16                                           |                                              |
| 1994                                         | Paryż                                        | 2. Indywidualne Mistrzostwa Świata           | Kobiety                                      | 23                                           |                                              |

### Zawody europejskie
W europejskich zawodach zdobyła następujące lokaty:
| Zawody europejskie. Konkurencja teamów | Zawody europejskie. Konkurencja teamów | Zawody europejskie. Konkurencja teamów | Zawody europejskie. Konkurencja teamów | Zawody europejskie. Konkurencja teamów | Zawody europejskie. Konkurencja teamów |
| Rok                                    | Miejsce                                | Zawody                                 | Kategoria                              | Drużyna                                | Pozycja                                |
| -------------------------------------- | -------------------------------------- | -------------------------------------- | -------------------------------------- | -------------------------------------- | -------------------------------------- |
| 2003                                   | Mentona                                | 1. Otwarte Mistrzostwa Europy          | Miksty                                 | Meltzer                                | 86                                     |

## Klasyfikacja
- Kerri Sanborn – klasyfikacja WBF (ang.)